# Orodrassus
Orodrassus is een geslacht van spinnen uit de familie bodemjachtspinnen (Gnaphosidae).

## Soorten
De volgende soorten zijn bij het geslacht ingedeeld:
- Orodrassus assimilis (Banks, 1895)
- Orodrassus canadensis Platnick & Shadab, 1975
- Orodrassus coloradensis (Emerton, 1877)